# Bill Shoemaker
William Lee Shoemaker, dit Bill Shoemaker, est un jockey américain né à Fabens, au Texas le 22 juillet 1931 et mort à San Marino le 12 octobre 2003. Partenaires de quelques-uns des plus grands champions de l'histoire des courses américaines, membre du Hall of Fame des courses américaines, il a détenu durant dix ans le record du nombre de victoires aux États-Unis.

## Carrière de course

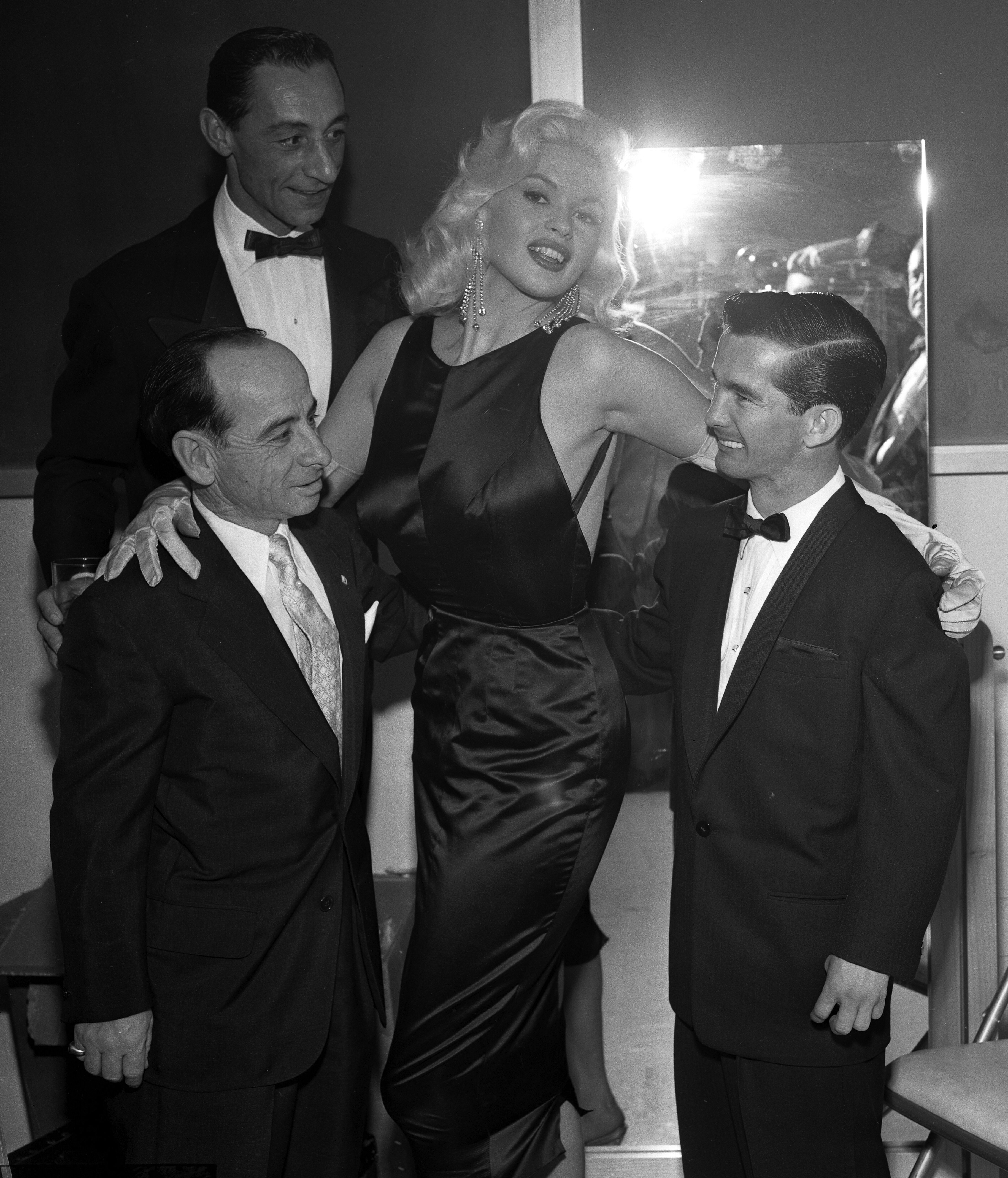
Jayne Mansfield entourée des jockeys Johnny Longden, Eddie Arcaro et Bill Shoemaker en 1957

Pesant 1,1 kg à la naissance, Bill Shoemaker faillit bien ne pas vivre plus qu'une nuit, et dut son salut à une boîte à chaussures dans lequel on l'installa près d'un four qui le réchauffait. Peut-être une séquelle de cette mise au monde dramatique, le petit Bill resta tout petit (1,51 m pour 44 kg) mais devint un géant des courses. 
Quittant tôt l'école, il passe professionnel à 18 ans et remporte sa première course un mois après ses débuts, en avril 1949, sur l'hippodrome californien de Golden Gate Fields. Deux ans plus tard il remporte le George Woolf Memorial Jockey Award récompensant un jockey pour ses talents et son attitude sur et en dehors des pistes. Son immense carrière débute ainsi sous les meilleurs auspices et ne connaîtra jamais de déclin, couronnée par un Eclipse Award of Merit en 1981.  
Basé en Californie, Bill Shoemaker a remporté les plus grandes épreuves américaines, dont la Breeders' Cup Classic, le Santa Anita Handicap (onze fois), le Santa Anita Derby (huit fois), la Hollywood Gold Cup (huit fois), les Woodward Stakes (cinq fois), la Jockey Club Gold Cup (quatre fois), les Kentucky Oaks (trois fois), les Travers Stakes (trois fois, dont l'édition 1967 en selle sur Damascus, une course de légende face à Dr. Fager et Buckpasser), les Man o'War Stakes, l'Arlington Million et, à la fin de sa carrière, l'une des premières éditions de la Breeders' Cup Classic, en 1987. 
Il s'est aussi illustré en gagnant onze épreuves de la Triple Couronne (mais jamais la Triple Couronne elle-même) au cours des quatre décennies sur lesquelles s'étend sa carrière (il est ainsi le plus vieux jockey à s'être imposé dans le Kentucky Derby, à 54 ans en selle sur Ferdinand) :
- Kentucky Derby : Swaps (1955), Tomy Lee (1959), Lucky Debonair (1965), Ferdinand (1986)
- Preakness Stakes : Candy Spots (1963), Damascus (1967)
- Belmont Stakes : Gallant Man (1957), Sword Dancer (1959), Jaipur (1962), Damascus (1967), Avatar (1975)

Lorsqu'il arrête sa carrière en février 1990, à 59 ans, il a monté 40 350 courses, un record, amassé plus de 123 millions de dollars de gains et remporté 8 833 victoires, un autre record qui sera battu en 1999 par Laffit Pincay, Jr., l'un de ses grands rivaux. Il a été sacré dix fois champion jockey par les gains entre 1951 et 1964, et cinq fois par le nombre de victoires entre 1950 et 1959. Président de la Guilde des jockeys dans les années 80, il fut introduit au Hall of Fame des courses américaines en 1958, alors qu'il n'avait que 27 ans.

## Reconversion
Peu après la fin de sa carrière de jockey, Bill Shoemaker revient sur les hippodromes avec la casquette d'entraîneur, connaissant une réussite relative jusqu'à sa retraite définitive en 1997. Il s'est essayé en parallèle à une carrière d'écrivain, publiant trois polars dans la veine de l'auteur à succès Dick Francis, lui-même ancien jockey. Ses romans se déroulent dans le milieu des courses hippiques et mettent en scène un jockey/détective, Coley Killebrew. L'un d'eux a été traduit en français et publié chez Calmann-Lévy sous le titre Sang pur-sang. 
Victime d'un accident de la route en 1991 qui l'avait cloué dans un fauteuil roulant, Bill Shoemaker décède de causes naturelles chez lui à San Marino en 2003, à 72 ans. 